# Doctrina de los tres mundos de Karl Popper

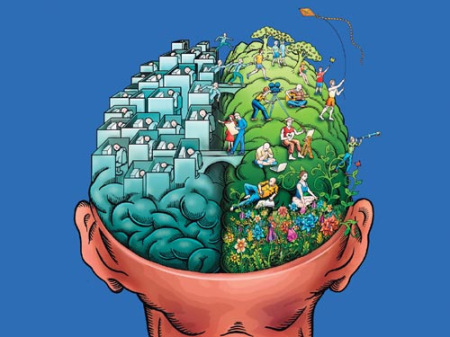
Tres Mundos

Doctrina de los tres mundos es una forma de ver la realidad, descrita por el filósofo austriaco Karl Popper, durante el Tercer Congreso Internacional de Lógica, Metodología y Filosofía de la Ciencia, realizado en Ámsterdam en 1967, en una ponencia titulada Epistemology without a knowing subject. La Doctrina consiste en que tres mundos interactúan entre sí, llamados Mundo 1, Mundo 2 y Mundo 3.

## Mundos
Popper divide el mundo en tres categorías:
- Mundo 1: el mundo de los objetos, no solo visibles, también cosas que escapan al ojo humano (el mundo de los objetos físicos)
- Mundo 2: el mundo de los procesos mentales, conscientes o inconscientes. Donde irradian las sensaciones de dolor, placer y pensamiento (el mundo de las experiencias subjetivas)
- Mundo 3: el conocimiento objetivo, donde se analizan los procesos mentales del mundo 2.(los productos de la mente humana) tiene una "varianza" que ver con la información. Pero ya vimos que nuestra información es de dos capas: la transmitida naturalmente, la genética, y la transmitida por aprendizaje, la cultura. Por ello podemos deducir:¿abarca el mundo 3 toda la información, tanto natural como cultural, o se limita al continente de la cultura? En general los textos de Popper parecen dejar muy claro que el mundo 3 se circunscribe al ámbito de la cultura. Pero algunos textos difieren en ese sentido.[2]

### La interacción de los mundos
En el mundo 1 percibimos los objetos inanimados visibles o no visibles. Este mundo da existencia al Mundo 2, que realiza estimaciones subjetivas sobre los objetos y lleva a cabo observaciones, experimentaciones etc.
Una vez que los objetos del mundo 1 hayan tomada credibilidad de su existencia debido a la interacción del mundo 2 entra el juego la interacción del mundo 3. En dicho mundo los conceptos e ideas son rectificadas y es cuando se convierte en conocimiento. Este mundo puede causar alteraciones en el Mundo 1 y 2. El mundo 3 es el más importante ya que en él se lleva a cabo el razonamiento los conceptos e ideas. Aunque que falta la discusión sobre el contenedor de los tres mundos como un continuo que permita interacciones entre ellos.

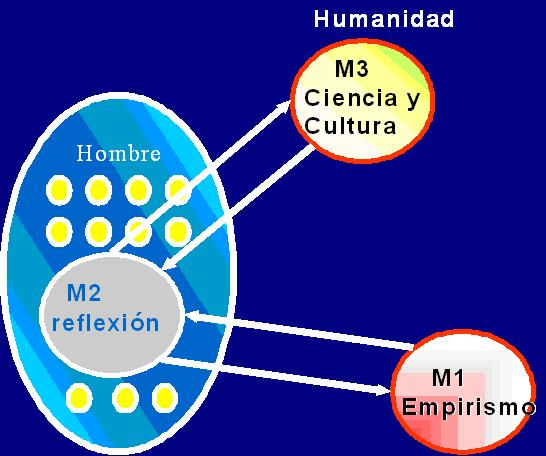
Interacción Mundos

## La interacción del mundo 1 y del mundo 2
La teoría de la interacción entre el mundo 1 y el mundo 2 es una teoría alternativa al dualismo cartesiano que está basada en la teoría de que el universo está compuesto de dos sustancias esenciales: la res cogitans y la res extensa. La cosmología popperiana rechaza esta postura esencialista pero mantiene el punto de vista del sentido común de que los estados mentales y los físicos existen e interactúan. 
La interacción del mundo 1 y el mundo 2 es también una alternativa al epifenomenalismo, donde los objetos y los acontecimientos del mundo 2 son reales pero no tienen ninguna acción causal sobre el mundo 1. La cosmología popperiana rechaza esto por la razón de que esa causalidad descendente no es posible. 

## La interacción del mundo 2 y el mundo 3
La interacción entre el mundo 2 y el mundo 3 está basada en la teoría de que el mundo 3 es parcialmente autónomo. Por ejemplo, el desarrollo de las teorías científicas en el mundo 3 conduce a consecuencias inesperadas en esos problemas y las contradicciones son descubiertas por el mundo 2. Otro ejemplo sería que el proceso de aprendizaje permite que el mundo 3 transforme al mundo 2. 

## La interacción del mundo 1 y el mundo 3
El mundo 3 también contiene las grandes obras de la ingeniería y del arte. Aunque los objetos del mundo 3 existen en el mundo 1, expresan y adquieren un significado extra en el mundo 3.  Por ejemplo, el valor intrínseco de Hamlet como objeto del mundo 3 tiene muchas formas de expresarse dentro del mundo 1, el mundo físico. Esta idea estaría cerca de la noción de meta-objeto o de una forma de ser. 

## Obras
- El universo abierto. Un argumento a favor del indeterminismo. Post Scriptum a La lógica de la investigación científica. Tecnos. 2011. ISBN 978-8430950829.
- El yo y su cerebro. Trabajo en colaboración con John Carew Eccles Editorial Labor. 1985. ISBN 978-84-335-1712-8.
- Conocimiento objetivo: un enfoque evolucionista. Editorial Tecnos. 2005. ISBN 978-84-309-0488-4.
- El cuerpo y la mente. Ediciones Paidós Ibérica. 1997. ISBN 978-84-493-0381-4.
- Conocimiento objetivo: un enfoque evolucionista, 1972
- El yo y su cerebro: Un argumento para la Interacción (con Sir John C. Eccles), 1977
- El universo abierto: Un argumento para indeterminismo , 1982
- El conocimiento y el problema cuerpo-mente, 1994.